# Thorleifs
Thorleifs var ett svenskt dansband från Norrhult i Kronobergs län , bildat 1962. Bandet drevs på deltid under de första tio åren, till och med sångaren Torstenssons militärtjänst i Växjö 1971–1972, för att sedan bli ett heltidsband under 1972. Thorleif Torstensson startade ursprunget till bandet i sitt pojkrum i Klavreström. En kort tid efter kom även Hasse Magnusson med. Båda fanns fortfarande med i bandet de sista åren. Flera av melodierna är uppbyggda kring saxofon. Bland Thorleifs mest kända låtar återfinns "Gråt inga tårar", "Och du tände stjärnorna", "Med dej vill jag leva", "En liten ängel" och "Tre gringos", den senaste tillsammans med hiphopgruppen Just D. Bandet medverkade även i den svenska Melodifestivalen 2009 med melodin "Sweet Kissin' in the Moonlight", som dock slogs ut från deltävling 4 i Malmö Arena den 28 februari 2009.
I början av 2000-talet började de spela in sånger på tyska. Thorleifs spelade även in albumserien Saxgodingar. Den 11 januari 2008 utsågs Thorleifs låt "Skicka mig ett vykort" till "årets låt" på Kalaslistan 2007.
Under 1970-talet hade bandet drygt 200 spelningar om året, kring 2005 hade antalet minskats och bandet var då oftast bara ute under veckosluten.
Den 22 december 2011 meddelade bandet att de skulle lägga av efter en turné 2012.

## Historia

### 1960-talet
Bandet bildades 1962 som Thorleifs sextett och skrev sitt första kontrakt för en offentlig dans. Platsen var Söndagsstuffen i Vetlanda, och de anslöt sig till Svenska Musikerförbundets lokala avdelning i Växjö, vilket då var ett krav för att få spela upp till offentlig dans. Innan namnet Thorleifs sextett användes under korta tider andra namn på bandet, bland annat Calcuttas (efter schlagern "Oh Calcutta"), The Coconuts efter Povel Ramels låt "Far, jag kan inte få upp min kokosnöt" som bandet spelade en uppoppad version av, samt The Red Fireties efter ett popband från Vetlanda som hette The Firefly Man.
1964 köpte Thorleifs sitt första turnéfordon, en Volkswagenbuss. Ingen hade ännu fyllt 18 år, varför de anlitade äldre kompisar som chaufförer.
1968 blev Magnus "Bisse" Bergdahl permanent bandmedlem, efter att ha vikarierat en tid. Han kom tidigare från popgruppen "We Beg Your Pardon" från Åseda. Den 31 december 1969 blev även Kim Lindahl, som kom från samma popgrupp som Bisse, fast bandmedlem efter att ha vikarierat.

### 1970-talet
1970 började Jörgen Löfstedt, som tidigare varit med i bland andra "Bröderna Volt" som kompat Emile Ford. 1970 utkom även Thorleifs första skiva, en singel med låtarna "Vårvinden" och "Ra-ta-ta". Singeln spelades in i Starecstudion i Öjaby utanför Växjö. Thomas Liljeholm från Växjö, som senare var med och startade kammarorkestern Musica Vitae, arrangerade låtarna, och bandet engagerade även extra musiker från Regionmusiken, vilka som medverkade på inspelningen med instrument som basklarinett, cello och flöjt.
1971 skrevs det första skivkontraktet, med skivbolaget Platina Records i Göteborg som framförhandlats av dåvarande managern Roddy Olofsson, som tidigare jobbat med 
Agnetha Fältskog, Åseda. Den 3 oktober 1971 debuterade bandet på Svensktoppen med låten "I Mexicos land".
1972 skrev bandet kontrakt med bokningsbolaget Inter Tone, och blev heltidsmusiker på prov, först för något år. Kontraktet knöts av Streaplers tidigare sångare Gert Lengstrand.
1973 släpptes bandets första album, Kommer hem till dig, som sålde bra. Björn Ulvaeus och Benny Andersson spelade tillsammans med sina flickvänner Agnetha Fältskog och Anni-Frid Lyngstad i pausen då när Thorleifs spelade i Sjönelund utanför Falkenberg i mitten av 1973.
Thorleifs bjöds in till deras kontor i Stockholm för att diskutera ett eventuellt framtida samarbete med Stikkan Anderson.
1974 blev Thorleifs andra album, En dag i juni, bandets första guldskiva. Dessutom fick de en specialkomponerad "Guldklubben"-tavla av kollegerna i Streaplers.
1975 fick bandet sitt stora genombrott med "Gråt inga tårar", som sålde guld redan före släppet och över 300 000 exemplar. Även i Norge blev det succé.
1976 startade Thorleifs det egna skivbolaget "Tor grammofon" tillsammans med Niels Kvistborg, som dessutom blev bandets manager. Idén var hans, och bolaget hade även egen distribution. Posten i Norrhult fick anställa extra personal. Tor grammofon gav även ut andra artister och grupper som Lill-Babs, Thor-Erics, Max Fenders, Leif Bloms och Tjadden Hällström.
1976 vann Thorleifs även första pris i Expressens omröstning om Sveriges populäraste dansband.
Under 1976 släppte bandet även två album, Skänk mig dina tankar, som var det första på egna skivbolaget och sålde 250 000 exemplar, samt Alltid tillsammans.
1977 vann bandet återigen första pris i Expressens omröstning om Sveriges populäraste dansband. Detta år släpptes även albumet Du bara du med bland annat fyra låtar skrivna av Thorleif Torstensson. "Ring en signal", "Om du lämnar mig", "Länge leve kärleken" och "Rebeckas sång". Albumet spelades in i Starecstudion i Växjö, och Thorleif Torstensson producerade och tekniker var studions ägare Lennart Schander.
1978 släpptes albumet Kurragömma. Titellåten skrivs av Thorleif Torstensson och blev en av bandets största hitlåtar. Thorleif Torstensson bidrog även med "C'est la vie, goodbye" och "Rocka mig en rock." Producent var Anders "Henkan" Henriksson.
1979 släpptes albumet Sköt om dej, där Thorleif Torstensson skrev låtarna "Lång, lång väg", "Sköt om dej väl", "Här svänger ett gäng" och tillsammans med Henkan, "Lady fairytale". Anders "Henkan" Henriksson producerade och Lasse Gustavsson var tekniker, precis som på Kurragömma. Dessutom släpptes albumet 12 Golden Hits, som bestod av covers på stora pophits. Bandet for även på studieresa till USA detta år.

### 1980-talet
1980 släpptes albumet När dina ögon ler, där Thorleif Torstensson skrev fyra av låtarna: "Stor i orden, "Ge mig, ge mig", "Då tar oss natten" och "När dina ögon ler", och producerade albumet, som spelades in i Starecstudion.
1981 släpptes bandets första instrumentalalbum, Saxgodingar instrumentalt, som producerades av Thorleif Torstensson och spelades in i Starecstudion.
1982 släpptes albumet Aurora, där Thorleif Torstensson gjorde titelspåret helt ensam med hjälp av trummaskin, syntar, klarinett och altsaxofon hemma i sitt vardagsrum.
1983 såldes större delen Tor grammofons skivkatalog till Bert Karlssons skivbolag Mariann Records.
I augusti 1985 var Thorleifs premiärband i Kolsnäsparken i Sunne då Sveriges Radios "I afton dans" drog igång. Något tidigare hade Per-Eric Nordqvist gjort tre "pilotprogram" under namnet ""Det var dans bort i vägen", vilka nu blev "I afton dans". Thorleifs medverkade. Thorleifs hade medverkat i "Det var dans bort i vägen" tillsammans med Öijwinds från Sandgrund i Karlstad, då Per-Eric Nordqvist producerade.
1986 medverkade Thorleifs för första gången i TV 2:s Café Norrköping, där de senare kom att medverka flera gånger.
1987 kom Thorleifs ut med albumet Till Folkets park, första skivan sedan 1983. Albumet gjordes hos Mariann Records, och låten "Aldrig nånsin" gick in på Svensktoppen. Samma år utkom även nummer 3 i albumserien Saxgodingar. Albumet producerades av Thorleif Torstensson i Studio Skeda, inredd i ladugården vid hans bostad.
1988 köpte bandet sin sjunde turnébuss, en Volvo B 10 M, 12 meter lång, turistbussmodell, specialbyggd i Ungern.
1989 släppte Thorleifs albumet Halva mitt hjärta och gick, efter att under 1980-talet ha inspirerats av discosoundet, tillbaka till det traditionella dansbandssoundet från 1970-talet. Titelspåret gick in på Svensktoppen, och bäddade för Thorleifs framgångar under 1990-talet.

### 1990-talet
1991 slutade Johan Möller, som ursprungligen trakterade nykterhetsföreningens piano, efter 30 år och ersattes av Bert Månson, som tidigare varit medlem i Ingmar Nordströms.
1992 återlanserades albumet Gråt inga tårar, och samma år släpptes även albumet Med dej vill jag leva. Ny producent var Lasse Westmann.
1993 hade bandet med två låtar på listan över "Årets Svensktoppsartist": "Med dej vill jag leva" och "Ingen får mig att längta som du". Thorleifs slog även Svensktoppsrekord med högsta poängnoteringen i Svensktoppens historia, då "Med dej vill jag leva" fick 677 poäng. Veckotidningen Se & hör hade 1993 en omröstning bland läsarena där Thorleifs röstades fram som "Sveriges populäraste dansband".
1994 vann bandet Se & hörs meloditävling med låten "Och du tände stjärnorna". Även detta år blev Thorleifs "Årets Svensktoppsartist" med två låtar på listan: "Och du tände stjärnorna" och "Ingen får mig att längta som du", den senare var en hit över årsskifet 1993–1994. Den låg 29 veckor på Svensktoppen, nytt rekord för Thorleifs melodier.
Thorleifs startade 1994 även musikförlag och fick samma år P4 Kronobergs Kulturpris på prissumman 10 000 SEK, till en kommande tänkt "Thorleifsfond" för unga musiker. Thorleif Torstensson fick i december 1994 även hemkommunens Uppvidinges kulturpris.
1995 låg bandet på Svensktoppen i 19 veckor med låten "Du gav mig kärlek”, skriven av Rose-Marie Stråhle, varav 8 veckor på första plats, och bandets fjärde svensktoppsetta i rad. I Se & hörs meloditävling vann de igen, nu med låten "Flyg bort min fågel".
Bandet fick 1995 även in fyra förstaplaceringar efter varandra på Svensktoppen, nytt rekord. Alla låg minst sju veckor på första plats, och den femte raka, "Flyg bort min fågel", kom i september 1995. Thorleifs blev detta år, för tredje gången i rad, "Årets svensktoppsartist".
På Hotell Strand i Borgholm firade Thorleifs version av låten "Gråt inga tårar" 20-årsjubileum med en galafest där tidningen Kvällsposten/GT utsåg den till "Alla tiders dansbandsklassiker" Låten utkom även i begränsad nyutgåva på CD-singel i bearbetning av Michael B Tretow, mest känd som Abba:s tekniker.
Thorleifs tilldelades den 13 november 1995 även utmärkelsen "Årets Kronobergare", ett pris som tidigare bland andra tilldelats Joe Labero, The Creeps och Mats Wilander.
1995 gav Thorleifs även ut en CD-singel på danska, "Med dig vil jeg leve", som gick in på Dansktoppen i Danmarks Radio och på [Dansk på toppen] i dansk TV. Den placerade sig på tredje plats på "Årets Dansktopp". Även låtarna "Og du tendte stjernerne" och "Græt ingen tårer" hamnade på Dansktoppen, men sedan ändrades reglerna så att bara danska artister fick testas. Thorleifs gjorde 1995 sitt första framträdande i dansk TV i programmet "Sommerdansk på 1-eren".
1995 röstade läsarna av tidningarna Se & hör och Får jag lov? fram Thorleifs till Sveriges populäraste dansband.
Norska riksradion P1:s lyssnare röstade detta år Thorleifs till Populäraste dansbandet i Norge.
1995 firade radioprogrammet "I afton dans" 10-årsjubileum i Åseda Folkets park.
1996 samarbetade Thorleifs med hiphopgruppen Just D med låten "Tre gringos" som placerar sig högt på listorna Tracks, svenska försäljningslistan och Svensktoppen. Singeln sålde guld, över 25 000 exemplar. Albumet Historien Thorleifs sålde detta år guld i Sverige, över 50 000 exemplar. Produktionen innehöll även Filmen, Boken och Saxgodingar. Totalt i Skandinavien sålde den närmare 100 000 exemplar.
1996 fick Thorleifs även sin första danska guldskiva, detta för den dansk-svenska produktionen På Opfordring, som innehöll 8 låtar på danska.
1996 vann de även Se & hörs meloditävling för tredje året i rad, och evenemanget sändes direkt i TV 4. Låten hette "En liten ängel", och den 7 december 1996 gick den direkt in på Svensktoppens första plats och blev bandets sjätte raka etta på Svensktoppen sedan 1993.
1997 släpptes albumet En liten ängel, som var förhandsbeställt av Sveriges skivbutiker i en upplaga av närmare 70 000 exemplar, vilket innebar guldskiva redan före utgivningen. I samband med albumsläppet sände TV 4 en dokumentär om Thorleifs, vilken sågs av 1,2 miljoner tittare och hette "Gråt inga tårar - Martin Timell på tur med Thorleifs". Med denna som grund gjordes dessutom en säljfilm, med bland andra några extra musikvideor och gamla Super 8-filmsnuttar från 1970-talet filmade av Thorleif Torstensson. Videon hette "En liten ängel - filmen".
1997 fick Thorleifs Guldskivor för danskspråkiga albumet På opfordring, för produktionerna "Historien Thorleifs", singeln "Tre gringos" från samarbetet med Just D samt för albumet En liten ängel. Albumet En liten Ängel passerade även Platinagränsen, 80 000 exemplar, då det sålde 100 000 exemplar.
Albumets titelspår "En liten ängel" gick direkt in på Svensktoppens förstaplats för att stanna där i sju veckor innan den petades ner av Peter Jöbacks "Guldet blev till sand", låg sammanlagt i 14 veckor på listan. "Följ mej" blev som bäst trea, sju veckor, och tredje låten, "Gröna blad", blev andra ettan från albumet där den låg 1:a i tre veckor och totalt 17 veckor på listan. Två av låtarna fanns med bland de tio bästa på 1997 års svensktopp, femteplacerade "Gröna blad" och sjundeplacerade "En liten Ängel". För fjärde året sedan 1993 hade två låtar bland de tio översta på årslistan.
1997 vann bandet för andra året i rad Radio Novas omröstning om Sveriges populäraste dansband och 1997 blev Thorleifs även framröstade till "årets norska dansband". 1:a och 3:a på årets lista, Dansbandstoppen. Etta blev "Gröna blad" och trea "En liten ängel". Thorleifs etablerade sig 1997 på Internet och den 2 oktober samma år släpptes andra danskspråkiga albumet, En lille engel.
Thorleifs nominerades 1997 även till en Grammis för första gången, detta för En liten Ängel.
Den 16 februari 1998 vann Thorleifs en Grammis för 1997 i kategorin "Årets dansband" med En liten ängel. Den 2 maj 1998 delade Leif "Loket" Olsson ut en platinaskiva för över 80 000 sålda exemplar av albumet En liten ängel, vilken blev Thorleifs 33:e "guldskiva". (passerade 100 000 exemplar). I maj 1998 släpper Thorleifs instrumentalalbumet Saxgodingar 4, som också sålde guld. Den 22 november 1998 deltog Thorleifs i årets meloditävling, "Dansbandslåten -98", i TV 4 med låten "En liten bit av Himlen" som till slut hamnade på sjätte plats. I jurygruppen "folkets telefonröster" blev den tredje bäst. Den 23 november 1998 släppte Thorleifs julalbumet Thorleifs jul, och den 3 december 1998 presenterades vid Postens frimärkspremiär Thorleifs på frimärke, med utgivningsdag 2 oktober 1999, liksom tre andra svenska dansband: Lotta Engbergs, Arvingarna och Sten & Stanley.
Den 5 december 1998, med repris 24 december samma år, sände TV 4 julkonserten "Thorleifs jul" från Strängnäs domkyrka med gäster som Sarah Brightman, Carola och Voice Boys. Bland annat sjöng de med a cappella-gruppen Voice Boys i "Ser du stjärnan i det blå" ("When You Wish upon a Star"). Den 31 december samma år medverkade Thorleifs i TV 4:s nyårsgala, "Nyårsdans".
1999 blev låten "En liten bit av himlen" som bäst trea på Svensktoppen samt etta på norska Dansbandstoppen.
Thorleifs tredje danskspråkiga album, På opfordring 2, släpptes under första halvan av 1999 och innehöll flera av Thorleifs hitlåtar på danska, samt tre nyinspelningar av hitlåtar från 1970-talet som Thorleif Torstensson skrev, bland annat "uppföljaren" till "Gråt inga tårar", som hette "Skänk mig dina tankar".
Posten Frimärken tog fram fyra dansbandsfrimärken, som kom ut på Frimärkets dag den 2 oktober 1999, och ett frimärke representerade Thorleifs, de andra banden var Lotta Engbergs, Arvingarna och Sten & Stanley.

### 2000-talets första decennium
År 2000 röstade lyssnarna i radioprogrammet "I afton dans" i Sveriges Radio P 4 fram "Gråt inga tårar" till 1900-talets största dansbandslåt. "En liten ängel" från 1997 blev 9:a. "Gråt inga tårar" även av Sveriges radio P3:s lyssnare till den populäraste "bilåkarlåten".
På danstidningen Får jag lov?:s lista över 1900-talets dansband placerade sig Thorleifs på fjärde plats.
Den 19 april 2000 släpptes bandets 26:e nyproducerade album, Ingen är som du, som planerades under 1999 och förhandsbeställdes i omkring 45 000 exemplar. Följande dag mottog bandet i programmet Nyhetsmorgon i TV 4 en "guldskiva" för över 3 000 000 sålda grammofonskivor, kassetter och cd-skivor.
Vecka 17 år 2000 gick nya albumets första singel "Älskar du mig än, som förr" direkt in på första plats på norska Dansbandstoppen. Veckan därpå gick albumet Ingen är som du upp från 23:e till sjätte plats på försäljningslistan för album i Sverige, vilket var "veckans klättrare"!
Den 6 maj 2000 gick "Älskar du mig än, som förr" från nya albumet direkt in på första plats på Svensktoppen. Den låg på andra plats i elva veckor och totalt 16 veckor på listan sammanlagt.
Titelspåret "Ingen är som du min kära" ingick även i soundtracket till den svenska thrillerfilmen "Sleepwalker".
Thorleifs gjorde detta år även inspelningar på tyska för första gången, detta med tre av bandets svensktoppsettor: "Mit dir will ich leben" ("Med dej vill jag leva"), "Liebst du mich wohl immer noch" ("Älskar du mig än, som förr") och "Doch die Sehnsucht nach dir bleibt bestehn" ("Ingen får mig att längta som du"). "Älskar du mig än, som förr" blev sexa på Svensktoppens årslista och etta på årslistan för norska Dansbandstoppen.
Den 6 januari 2001 gick den tredje låten från albumet Ingen är som du, titellåten "Ingen är som du min kära", direkt in på tredje plats på Svensktoppen. Sammanlagt låg den i 13 veckor på listan. Thorleifs första inspelningar på tyska lämnades detta år till tyska skivbolag.
I mars 2001 blev låten "Alla världens klockor ringer" från senaste albumet etta på norska Dansbandstoppen.
Kronobergs läns dåvarande landshövding Wiggo Komstedt invigde den 31 mars 2002 Thorleifsutställningen "40 år i dansens virvlar" tillsammans med Thorleif Torstensson och Thorleifs, detta i bandets ursprungliga repetitionslokal IOGT-NTO mellan samhällena Klavreström och Norrhult.
Den 2 juni 2001 medverkade bandet för första gången i tysk TV, detta i det tyskspråkiga schlagerprogrammet "Musikantenstadl" och bandets första singel släpptes för promotion, "Doch die Sehnsucht nach Dir bleibt bestehn" och "Liebst Du mich wohl immer noch". Bandet tecknade kontrakt med skivbolaget Koch Music och de producerade ett album på tyska.
Den 31 december 2001 medverkade bandet i tysk TV:s fem timmar långa schlagerprogram Silvesterstadl tillsammans med bland andra DJ Ötzi, där de inför omkring 10 miljoner åskådare framförde tre stycken sånger.
Den 2 januari 2002 släpptes Mit dir will ich leben, bandets första tyskspråkiga album, på skivbolaget Koch Music.
Vecka 4 2002 släpptes samlingen Thorleifs Hit Collection, en dubbel-CD med 32 låtar. Samlingen fick god kritik i pressen och låg högt på den svenska försäljningslistan, som bäst sjätte plats.
Thorleifs medverkade detta år även i det stora tyska schlagerprogrammet "Lustige Musikanten".
Den 30 mars 2002 gick låten "Att glömma är inte så enkelt" från samlingsalbumet Thorleifs Hit Collection, direkt in på Svensktoppens tredje plats. Låten låg i toppen i 20 veckor och blev till slut femma på 2002 års svensktopp. Låten låg även på första plats på listan Sverigetoppen, som producerades av Dansradion.se, samt på den norska Dansbandstoppens första plats. 2:a på norska Dansbandstoppens blev låten "Ingen är som du min kära", närmare 2 000 poäng före trean.
I juli 2002 tilldelades bandet dansbandspriset Guldklaven i kategorin "Årets dansband", där de vann med stor marginal, under Svenska dansbandsveckan i Malung.
2003 skapade bandet nöjeskonceptet "Rinkkalaset" som blir en stor succé. Evenemanget gjordes i samarbete med ishockeyföreningar i ishallar och bestod av supé, underhållning, dans och pubunderhållning.
Thorleif och Hasse vann i juli 2003 Guldklaven i kategorin "Årets blåsare" under Svenska dansbandsveckan i Malung.
2003 påbörjade bandet även inspelningen av ett nytt album, bandets 27:e nyproduktion
Vid årsskiftet 2004 slutade Johan Bergerfalk i Thorleifs efter 10 år och ersattes av Magnus "Mange" Franzén som senast spelade med Martinez.
2005 var bandet återigen jubileumsband för programmet "I afton dans" i Sveriges Radio P4, som firade 20-årsjubileum i Sägnernas hus i Sandhem nordväst om Jönköping.

### 2010-talet
Den 22 december 2011 meddelades att 2012 blir Thorleifs sista år som dansband. Sista dansen spikades till Växjö, 8 september 2012. men sköts senare upp till samma plats, den 22 september 2012. och den spelningen, som genomfördes i Växjö Folkets park den dagen, blev också bandets sista. Den 14 november 2012 släpptes bandets "avskedsalbum" Tack & farväl med 45 gamla låtar, samt den nyskrivna låten Déjà vu, av Thomas G:son.

### Efter upplösningen
Åren efter upplösningen har präglats av dödsfall bland tidigare medlemmar. Den 10 januari 2021 avled Thorleif Torstensson i sviterna av Covid-19, 71 år gammal. Den 15 augusti 2022 avled Hans-Willi "Hasse" Magnusson i sviterna av skelettcancer, 73 år gammal

## Medlemmar sedan starten

### Gitarr, sång, saxofon
- Thorleif Torstensson – sång, saxofon och gitarr (1962–2012)

### Gitarr och sång
- Magnus Bergdahl (1968–2008)
- Bosse Thyren (2011–2012)

### Trummor och sång
- Åke Eriksson (1962–1970)
- Jörgen Löfstedt (1970–2012)

### Bas
- Bo Ehrenmo (1962–1969)
- Kim Lindahl (1969–2012)

### Keyboards och dragspel
- Johan Möller (1962–1991)
- Bert Månson (1991–1993)
- Johan Bergerfalk (1993–2004)
- Magnus Franzén (2004–2011)
- Magnus Håkansson (2011–2012)

### Keyboards, gitarr och saxofon
- Hans Magnusson (1962–2012)

### Trumpet och sång
- Anders Kjell (1962–1969)

## Diskografi

### LP-skivor
- Kommer hem till dig (1973)
- En dag i juni (1974)
- Gråt inga tårar (1975)
- Skänk mig dina tankar (1976)
- Alltid tillsammans (1976)
- 72 till 75 (1977)
- Du bara du (1977)
- Kurragömma (1978)
- Sköt om dej (1979)
- 12 Golden Hits (1979)
- När dina ögon ler (1980)
- Johnny Blue (1981)
- Aurora (1982)
- Till Folkets park (1987)

#### Serien Saxgodingar
- Saxgodingar instrumentalt (1981) (LP)
- Saxgodingar 2 (1983) (LP)
- Saxgodingar 3 (1987) (CD)
- Historien Thorleifs saxgodingar (1996) (CD)
- Saxgodingar 4 (1998)

### CD-skivor
- Stadens ende speleman (1988)
- Halva mitt hjärta (1989)
- Tillsammans (1991)
- Med dej vill jag leva (1992)
- Och du tände stjärnorna (1994)
- Historien Thorleifs (1995)
- På opfordring (1995)
- En liten ängel (1997)
- En lille engel (1997)
- En liten ängel - Live i Lillehammer (1997)
- Ingen Får Mig Att Längta Som Du (1998)
- Thorleifs jul (1998)
- Thorleifs karaoke (1998)
- På opfordring 2 (1999)
- Ingen är som du (2000)
- Mit dir will ich leben (2002)
- Thorleifs Hit Collection (2002)
- Våra bästa år (2007) (samlingsalbum)
- Förälskade (2008)
- Sweet Kissin' in the Moonlight: Den första kyssen (2009)
- Thorleifs största hits (2010) (samlingsalbum)
- Golden Sax Love Songs (2011)
- Tack & farväl (2012) (samlingsalbum)
- Golden Sax Swing (2014) (samlingsalbum)

### Singlar
- Ra-ta-ta / Vårvinden (1970)
- Varför flyttar alla in till stan / Sommar vill vi ha (1971)
- I Mexicos land / Alla är små i vår värld (1971)
- Tom, Tom käre vän / Vad jag saknar dig (1971)
- Så minns jag / Alla gillar dig (1972)
- Ge mig svar / Nu är det som vanligt igen (1972)
- En dag i juni / En äkta rock'n roll (1973)
- Gråt inga tårar / Jag är så gla' (1974)
- Skänk mig dina tankar / Lorna (1975)
- True love / Auld lang syne (1976)
- "Gott nytt år 1977" (Thorleifs "botaniserar", pratar om och spelar delar av några av orkesterns tidigare melodier, 1976)
- Steammachine bump / Aquador (1977)
- Om du lämnar mig / Tonio (1977)
- "God jul 1977 från Thorleifs / Silent Night / Broken Souvenirs (1977)
- Julsånger / Skateboard (1978)
- Ra ta ta / Vårvinden (1979)
- Julhälsning / Ta' det lugnt med min kompis / Blue Christmas (1980)
- 34:an / Ta'det lugnt med min kompis (1980)
- Die fogelsong / Torlurfarnas julvisor (1981)
- Älska mig ikväll / Kan jag hjälpa att jag älskar dig ännu (1982)
- Du sköna jord / Swing'n Rock (1983)
- Ett paradis / A Morning at Cornwall (1988)
- Jul / A Morning at Cornwall (1989)
- Spar dina tårar / A Morning at Cornwall (1989)
- Jag tror på dig / Simon & Garfunkel mix (1991)
- Då klappar hjärtan / Lite av din tid, lite av din kärlek / Ingen får mej att längta som du (1992)
- Jag vill ge dig en sång (1994)
- Och du tände stjärnorna (1994)
- Gråt inga tårar (jubileumssingel, 1995)
- Med dig vil jeg leve/Fem røde roser till dej/Jag dansar med en ängel (Dansk singel, 1995)
- Tre gringos / Hur är det möjligt (Just D med Thorleifs, 1996)
- Græd ingen tårer (dansk singel)
- En liten ängel (1997)
- Följ mej
- Hvem behøver guld og penge (dansk singel)
- Ser du stjärnan i det blå (When You Wish upon a Star, singel från Thorleifs jul med Boys Voice)
- Alle smukke glade dage (dansk singel från På opfordring 2)
- Det halve af mit hjerte (dansk singel från På opfordring 2)
- Sweet Kissin' in the Moonlight (2009) (från Melodifestivalen 2009)

## Melodier på Svensktoppen
- I Mexicos land (1971)
- Gråt inga tårar (1975)
- Aldrig nånsin glömmer jag dig (1987)
- Halva mitt hjärta (1989)
- Med dej vill jag leva (1993)
- Ingen får mig att längta som du (1993)
- Och du tände stjärnorna (1994)
- Du gav mig kärlek (1995)
- Flyg bort min fågel (1995)
- Tre gringos (med Just D) (1996)
- En liten ängel (1996)
- Gröna blad (1997)
- Följ mej (1997)
- En liten bit av himlen (1999)
- Älskar du mig än som förr (2000)
- Ingen är som du min kära (2001)
- Att glömma är inte så enkelt (2002)
- Blue Blue Moon (2008-2009)

### Missade listan
- Vi ses igen - 2007
- Sweet Kissin' in the Moonlight - 2009